# Agabus congener
Agabus congener is een keversoort uit de familie waterroofkevers (Dytiscidae). De wetenschappelijke naam van de soort is voor het eerst geldig gepubliceerd in 1794 door Thunberg.

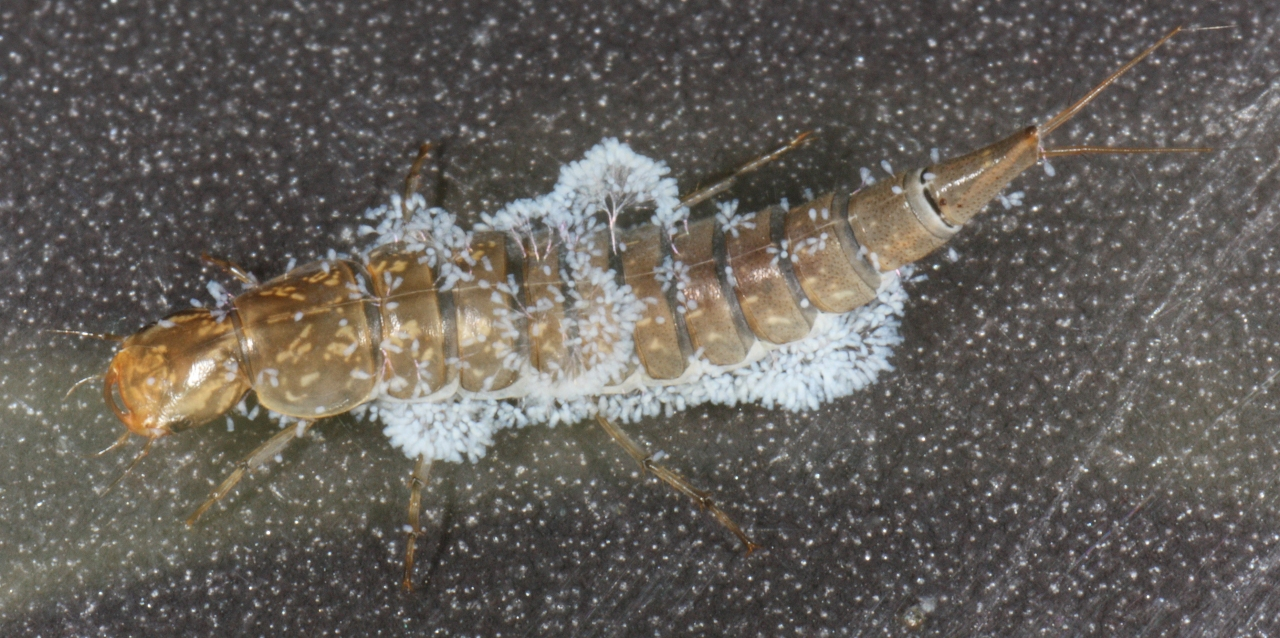
Larve aangevallen door schimmel